# العقابة (مذيخرة)

تعديل مصدري - تعديل

العقابة محلة تابعة لقرية لحمان، التابعة لعزلة الجوالح بمديرية مذيخرة إحدى مديريات محافظة إب في الجمهورية اليمنية، بلغ تعداد سكانها 46 حسب تعداد اليمن لعام 2004.